# エフエムたじま
エフエムたじまとは、兵庫県豊岡市を中心に放送するコミュニティ放送局。豊岡市などが出資する第三セクターである。愛称はFMジャングル（エフエムジャングル）。

## 概要
1998年開局。但馬地域唯一のコミュニティFM局である。
1997年11月に開業した豊岡駅前の大型ショッピングセンター「Aity」の2階にスタジオが、同ビル7階の事務所フロアに本社がある。2004年4月には、同7階の市民プラザにもスタジオが完成した。
自社製作番組以外は主にミュージックバードで編成。24時間放送を行っている。USEN440でも送信している。以前には養父市ケーブルテレビで再送信を行っていた。このほか、2010年7月より「SimulRadio」に参加したことにより、インターネットを通じても聴取できるようになった。ListenRadio、FM聴でも同時配信を行っている。
2012年からはUstreamを利用した配信を一部番組で開始（番組収録で行っており、ラジオの生放送での利用は不定期である。2015年5月以降は使用していない）。

### 聴取可能地域
当局によると、主な聴取可能地域として当局が所在する豊岡市のほか、養父市・朝来市および京都府京丹後市を挙げており、聴取可能地域の人口は約10万人としている。なお、以上の地域でも一部受信できない地域があるほか、上記以外でも受信実績があったとしている。
2005年、豊岡市と周辺自治体の合併により自治体の広域化がなされて以降、聴取可能地域の拡大が課題と認識されていたが、2011年度から同市により送信出力の増力が事業化され、送信所の移転および出力の増強（10W→20W）が企図されている。この増力により、新たに市内の竹野・出石・日高の各地域における良好な聴取が可能になることから、同市における良好な聴取可能世帯数（『クリアな聴取エリア』）の割合が66.7パーセントから79.1パーセントになるとしている。
2012年12月1日より、10Wから20Wに出力を増力。この増力により、新たに市内の竹野・出石・日高の各地域における良好な聴取が可能になった。

## 沿革
- 1998年
  - 5月1日 - 株式会社エフエムたじま設立。
  - 6月1日 - 本放送を開始。
- 1999年 - 会員サービス「ジャングルファミリー」を開始（2000年代後半に終了）。
- 2001年6月 - 公式サイトのURIを変更（www.fm-jungle.co.jp→www.764.fm）。同時にインターネットによる会員サービス「ジャングルネットファミリー」を開始。
- 2002年春 - 開局以来行っていたインターネットによる同時配信を諸事情により中止。
- 2004年
  - 4月 - アイティ7階市民プラザに第2スタジオをオープン。
  - 10月20日 - 台風23号襲来。予定を変更し災害報道を行っていたところ、水害による停電のため22時頃 - 23日17時頃にかけて停波（NHK神戸FMとKiss-FMは自家発電が稼働し放送継続）。復旧後すぐに災害報道を放送した。
- 2007年4月12日 - 一部番組のインターネットラジオ配信を開始（放送で流した番組を再編集したものや自主制作音楽番組などを配信）。
- 2008年
  - 6月1日 - 開局10周年。
  - 6月 - 公式サイトをリニューアル。同時に「ジャングルネットファミリー」関連をサイト上から削除。
- 2009年9月12日・13日 -  開局11周年記念特別企画　市民の皆さんに作っていただく24時間 24時間ラジオを放送
- 2010年
  - 7月1日 - サイマルラジオに参加。インターネットによる同時配信を事実上再開。
  - 8月12日・10月30日 - 開局12周年特別企画 ジャングル青春ラジオ〜僕らがつないだトライやるの絆〜・ジャングルふるさとラジオ（計2回）
- 2011年
  - 5月1日 - 5時25分27秒から20時15分18秒にかけて放送が流れないトラブルが発生。強風の影響によって演奏所と送信所の間のケーブルが切断されたことが原因[4]。
  - 12月23日 -　FMジャングル公開パーティー生放送 みんなでパーティー ハッピージャングルベル2011を開催。
- 2012年
  - 2月5日 - 堀江淳のファインミュージックコンサートを開催。
  - 春 - UstreamおよびYouTubeでの配信を一部番組で開始。2015年5月以降は使用していなかったが、YouTubeは2024年11月より再開した。またYouTubeは過去の映像を見ることも可能。
  - 11月26日 - 0時00分00秒から11時00分00秒にかけて送信所の移転および出力の増強工事のため、放送を休止。
  - 12月1日 - 10Wから20Wに出力を増力。この増力により、新たに市内の竹野・出石・日高の各地域における良好な聴取が可能になった。
- 2013年
  - 4月23日 - 豊岡市と「災害時における緊急放送に関する協定」を締結。
  - 7月2日 - 豊岡駅通商店街（サンストークアベニュー）にサテライトスタジオ「サンスタ」（サンストークアベニュースタジオ・第3スタジオ）をオープン。定時番組では毎週火曜日夕方の生放送番組で使用[5]。特別番組でも随時使用した。当初、2014年1月末までの設置予定[6]と報じられていたものの継続され、2016年8月まで使用された。
- 2014年頃 - ListenRadio（リスラジ）での同時配信を開始。前述のサイマルラジオのAndroid版が利用できなくなることに対しての措置でもある。

## 主な番組
※番組表（タイムテーブル）は公式サイトを参照。
※内包番組については、再放送の際は独立番組として放送するものもある。

### 自社製作番組
- WAKE UP JUNGLE（月 - 金：7:00 - 10:00）
- JUNGLE LUNCH BOX（月 - 金：11:00 - 13:00）
- JUNGLE Daily Flash（月 - 木：16:00 - 19:00／金：17:00 - 19:00）
- JUNGLE Daily Flash SATURDAY（土：17:00 - 19:00）
- ジャングルサタデーラボ（土：12:00 - 15:00）
- Hottest in Toyooka（第4を除く金：16:00 - 17:00）
- とよおか Radio Magazine（第4金：16:00 - 17:00）
- TOYOOKAほっとスタジオ（第1土：16:00 - 17:00）
- Toyooka Local Information（第2・第4火：13:00 - 13:30）※英語での放送。
- てるてる坊主（火：19:00 - 19:30）
- お茶の間（水：13:00 - 13:30）
- JUNGLE MUSIC PARK（第1・第3を除く木：13:00 - 13:30）
- ジャングルミュージック（第1・3・5火：13:00 - 13:30、水：19:30 - 20:00、木：14:00 - 15:00、19:30 - 20:00、土：9:30 - 10:00）
- 基のとびっきり歌謡曲（土：19:00 - 20:00）
- LET'S青春倶楽部!!（水：17:35 - ）※番組内に内包。
- 週刊キッズワールド（金：7:10 - ）※番組内に内包。
- 夢チャレンジ がんばってるね! 元気なとよおかチルドレン!!（土：18:10 - ）※番組内に内包。

#### Information
生活情報のコーナー。番組の合間に入れられる。
- ヘッドラインニュース

ニュースコーナー。「JUNGLE Headline News」のサウンドロゴで開始。
- ジャングルニュース

但馬地域の話題・ニュース。朝日・神戸・産経・毎日・読売の各新聞の但馬版から伝える。
- ウェザーインフォメーション

天気予報。「JUNGLE Weather Information」もしくは「JUNGLE Area Weather Information」のサウンドロゴで開始（サウンドロゴがない場合もある）。但しコーナー名はスポンサーが付く場合はそれにちなんだものとなる。兵庫県北部と京都府北部の天気予報のほか、海上予報や洗濯指数・星空指数などを放送することもある。なお、気象注意報や京都府北部の予報については時間帯により放送されない場合がある。

#### リスナー制作・出演番組
主にリスナーが制作・出演する番組およびスポットを放送している。
- ジャングルハイスクールラジオ（木：17:04 - 17:30）

旧豊岡市内にある高校の放送部員が制作・出演。「JUNGLE daily Flash」に内包。
- ジャングルアンコール（土：15:00 - 16:00）

前週木曜日に放送した「JUNGLE Daily Flash」から、「ジャングルハイスクールラジオ」などを再放送する。
- ジャングルフルハウス（火：10:00 - 11:00）
- 時報 （6時から22時）

スポンサーがない深夜・早朝を除く毎時00分前後に放送している。
- キャンペーンスポット

CMの合間に放送している。

### 他社制作番組
- 元気はつらつ歌謡曲（月 - 金：6:00 - 7:00）
- ラジネットひょうご（水：10:15 - 10:30、ラジネットひょうご加盟各局の共同制作番組）
- 竹本孝之 Song for TOMORROW（金：10:00 - 10:30、調布FM制作）
- 仮面女子 雪乃しほりのワクワクサワー（月：14:00 - 15:00）
- まきかよの言いたいホーダイ ピーパー横丁（月：13:30 - 14:00）
- 堀江淳のファインミュージックアワー（火：13:30 - 14:00）
- ひろこの音部屋（火：14:30 - 15:00）
- ロック裁判所（水：13:30 - 14:00）
- ジンケトリオ（木：13:30 - 14:00）
- J-BLOODのポップンロールコレクション（金：14:00 - 15:00、調布FM制作）
- きいやま商店のかっぱち（木：20:00 - 20:30）
- IKKOのちょっとちょっと聞いて♡（金：20:00 - 20:30）
- ものっそラジオ（金：20:30 - 21:00）
- ロッキンスター〜本当に星になったアーティスト達〜（土：21:00 - 22:00）
- なうい洋一のコミカル症候群（日：14:00 - 15:00、全国放送。共同制作番組）

### 終了した主な番組
- FLOWER JUNGLE
- JUNGLE DAILY CATCH
- SMILE JUNGLE
- JUNGLE BEAT STATION
- あたふたNOON
- SAT.POPO（サタポポ）
- SATURDAY JUNGLE PARADICEE
- JUNGLE CARD PARTY TIME
- Freasy Time
- 週刊キンキラ金曜日
- ジャングルお助け隊ZERO
- たじまのうたまつり
- たじまお仕事マップ
- TOYOOKA サウンドナビゲージョン
- 教えてくれよ!ブルマさん
- 教えてブルマさん with なめ男
- わいわいジャングル!海のともだち大集合
- とよおかぶらり探訪
- 絆プロジェクト〜夢をつないで！ハッピーNo.1!!
- 大ちゃん あやねぇのWe Love とよおかサミット
- ひなたのニコニコラジオ
- ジャングル川柳教室　あなたもやってみま川柳
- ジャングルガチでやり隊!!
- ジャングル歌のアルバム
- 但馬ドキドキ情報局
- MK MIX ON AIR
- doki_radio_Choice_music[8]
- ピックアップ 豊岡の宝
- キラリ☆但馬の企業人
- 河合美智子と峯村純一の但馬オーロラめぐり
- おはなしの玉手箱

## SimulRadioでの放送時間
- 以前は自社制作番組と一部の他社制作番組の放送時間のみ配信していたが、2014年4月より24時間配信を行っている。

## パーソナリティ
- GREGOLY
- 佐伯和亜
- 宮嶋宏彰
- 臼杵良祐
- 福井佳代
- 太田博章
- 田渕こころ
- 福田倫子
- 田上敦士
- 風子
- Kazmy

## 付帯事業
「ジャングルカルチャーサロン」と題する講座を、豊岡市戸牧（大岡学園内）で開講していたが、2019年11月頃に公式サイトからカルチャーサロンのページが削除され、現在は行われていない。
以下は、2018年6月時点で開講していた講座の一覧である。
- 話し方教室
- バルーンアート
- 社交ダンス
- ウクレレ
- 中国語
- 氣功メディテーション

## 備考

### 聴取率調査
2004年のトライやるウィーク期間に実施された「聴取率アンケート調査」では、本局が第1位であるとしている。なおこの調査は他局とは異なる調査方法を用いているため、他局の調査結果と単純比較をすることには注意を要する。なお、翌年にも類似の調査結果が発表されているが、この時は「聴取率」という文言は用いられなかったほか、放送局名は伏せ字（アルファベット）表記となっている。
以下は、2004年のアンケートに基づき発表された数値である。
- FMジャングル - 53%
- Kiss-FM - 20%
- NHK - 13%
- ラジオ関西 - 7%
- αステーション - 4%
- KBS京都 - 2%
- その他 - 1%

### スタジオ
開局当時からある第1スタジオは、Aity2階吹き抜け部のエスカレーターの下にある。非常に狭いスタジオで、広さは2畳弱とされる。「日本一小さいスタジオ」とも称していたが、第2スタジオが完成した2004年以降はほとんど言わなくなっている。現在はDJ1人での放送だが開局当時はDJ2人（研修の意味もあり）で放送していた。
2004年、豊岡市がAity7階に設置した豊岡市民プラザの一角に第2スタジオを設置した。また、アイティの慣例で従業員は原則階段しか使用してはいけない（トライやる・ウィークにも適用）ことになっているが、同一フロアにスタジオを設置したことにより本社事務所からの移動の利便性が高まった。

### マスコットキャラクター
開局当初よりゴリラをモチーフにした「ジェイジーくん」というマスコットがいたが、2002年頃より露出が少なくなり公式サイトの片隅に表示される程度となり、2008年のサイトリニューアルをもって姿を消した。
2013年6月、新しいマスコットキャラクター「グルグルくん」が登場した。ライオンがモチーフで「地域をぐるぐる回って情報をキャッチする」という意味が込められている。キャラクターデザインはかっしー。

### ジャングルマガジン
開局より、毎月「ジャングルマガジン」というフリー情報誌を発行している。スポンサーを通じて配布しているほか、豊岡市の一部地域では自治会を通じても配布されている。2016年4月号からは、アイティHP内のサイトでも掲載をしていた（一部の号は除く）ためインターネットでも見ることが可能であったが、2019年2月時点では掲載は行われていない。